# Téléspectateur

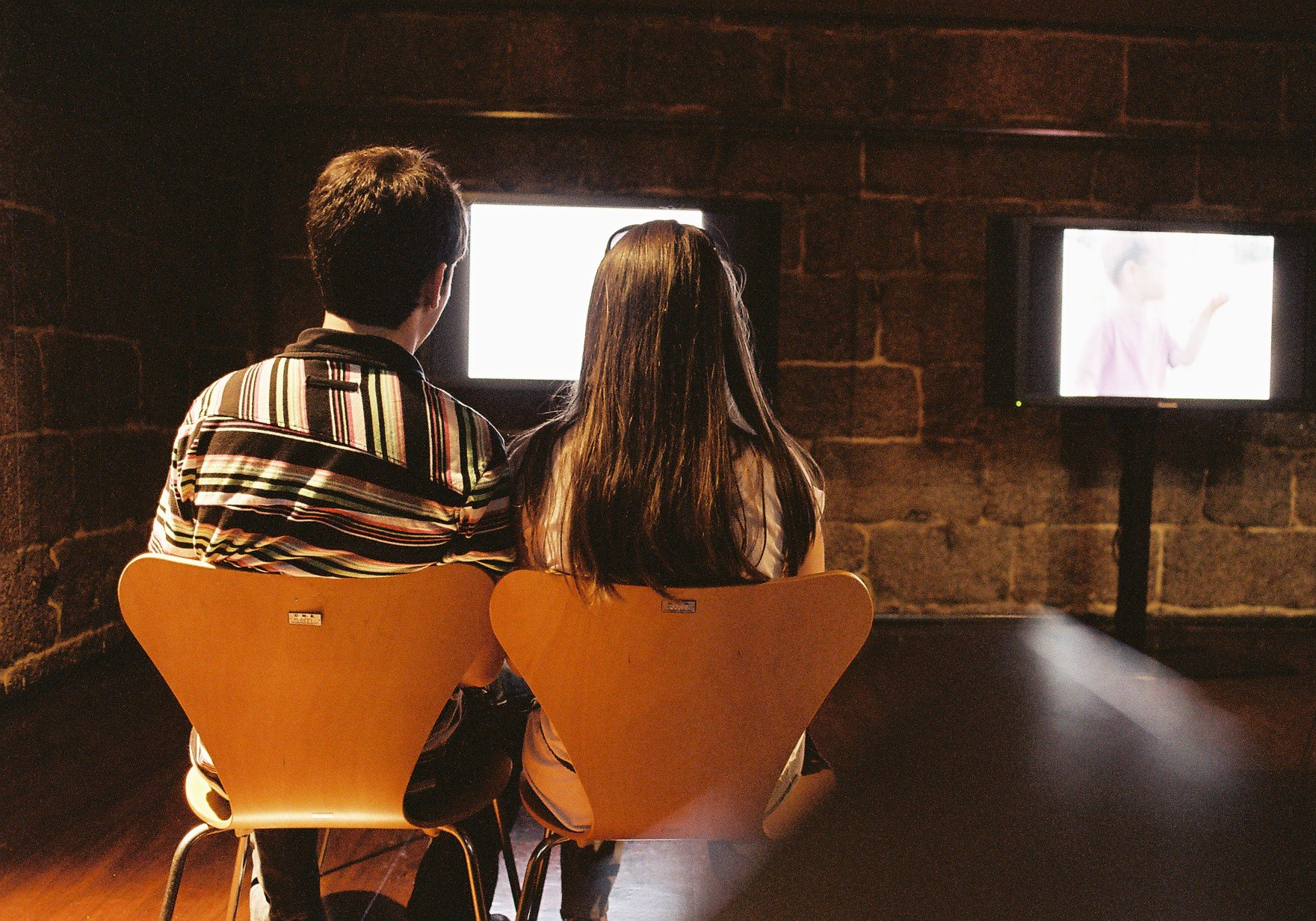
Couple regardant un écran de télévision au musée de l'image.

Un téléspectateur est une personne physique qui regarde et écoute la télévision.
Le terme télé-spectateur est attesté en 1947 dans l'ouvrage La vie commence demain d'André Labarthe.
Plusieurs indicateurs synthétiques permettent de décrire, d'analyser le comportement, c'est-à-dire les différents modes de consommation d'un téléspectateur. Il peut s'agir du taux moyen d’audience, de la durée d'écoute, de la part d’audience, ainsi que des critères socio-démographiques tels que l'âge, le degré d'autonomie dans le choix des programmes, la disponibilité du téléspectateur dans la pratique de l'activité, ou encore l'évolution de ses centres d’intérêts.

## En France
Selon une thèse universitaire française, récompensée par le prix de la recherche de l'Inathèque en 2013, le téléspectateur est considéré comme un « mythe fondateur et fédérateur de la télévision française des Trente Glorieuses, remis en question par des représentations alternatives de la diversité des publics, qui acquièrent une visibilité croissante ».